# Serbski Hospodar
Serbski Hospodar. Časopis za serbskich ratarjow. („Sorbischer [Land-]Wirt. Zeitschrift für sorbische Bauern.“) war eine sorbische Halbmonatszeitschrift, die sich im späten 19. und frühen 20. Jahrhundert an die sorbischsprachigen Bauern der Oberlausitz richtete. 
Das Blatt wurde 1882 vom damaligen Nebelschützer Pfarrer Georg Gustav Kubasch gegründet. Ein wichtiger Autor in den Anfangsjahren der Zeitschrift war auch Michał Hórnik. Der Hospodar erschien zunächst bis 1910 und erneut von 1924 bis 1937, als er – wie alle sorbischsprachigen Presseerzeugnisse – von den Nationalsozialisten verboten wurde.

## Quelle
- Franz Schön, Dietrich Scholze (Hrsg.): Sorbisches Kulturlexikon. Domowina-Verlag, Bautzen 2014, S. 538.